# Lycianthes manantlanensis
Lycianthes manantlanensis là loài thực vật có hoa trong họ Cà. Loài này được Aa. Rodr. & O. Vargas mô tả khoa học đầu tiên năm 2002.